# Генетическая история индейцев

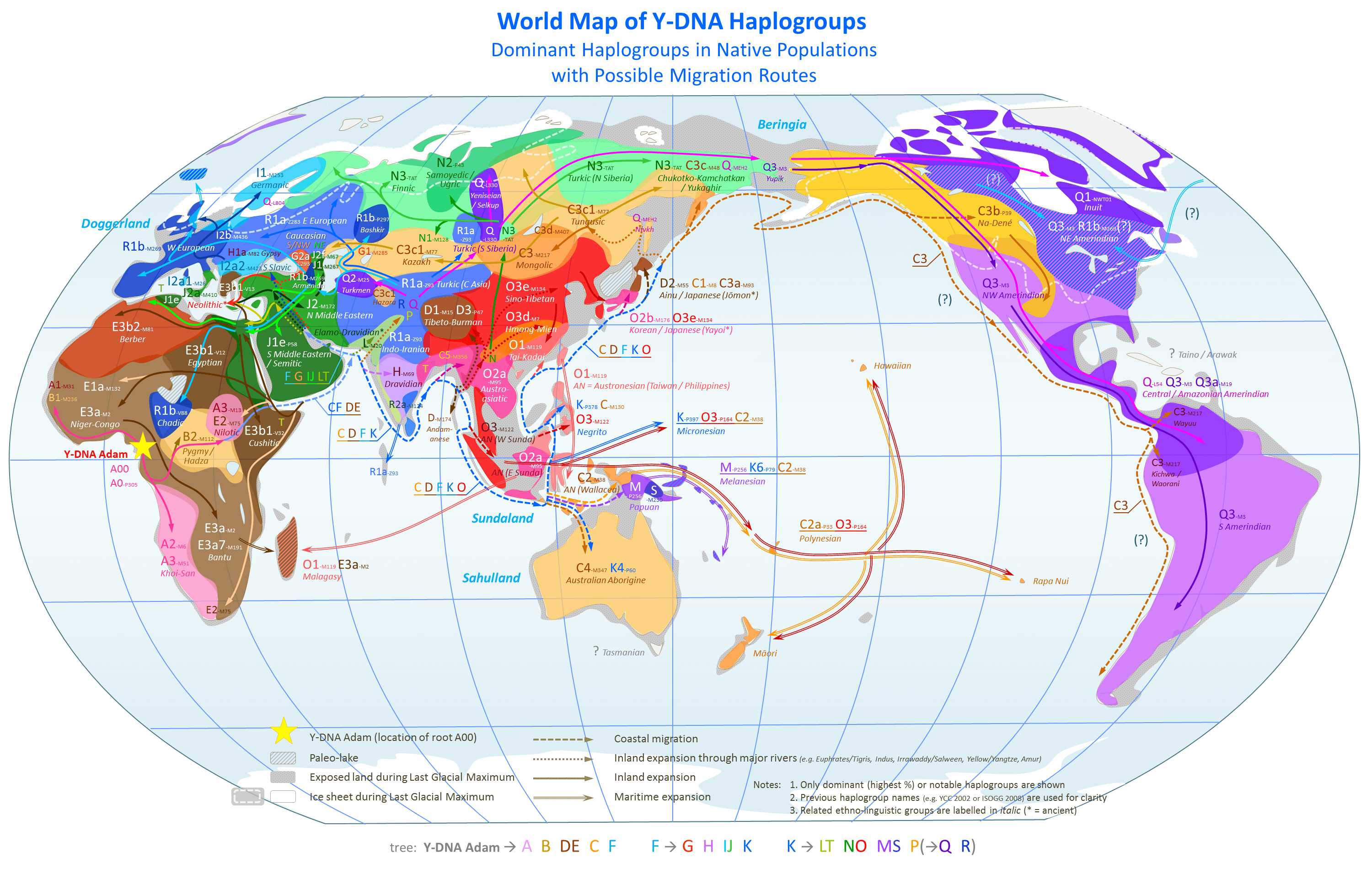
Карта доминирующих гаплогрупп Y-хромосомы в доколониальных мировых популяциях

Генетическая история индейцев позволяет дополнить данные лингвистики и археологии. Подтверждение находит гипотеза о первоначальном заселении Америки из Сибири через Берингов пролив. На это указывают исследования митохондриальной ДНК, выделенной из зуба девочки-подростка, жившей 12 тыс. лет назад на территории Мексики. 
Что же касается мужских генов, то большая часть индейцев имеет Y-хромосомную гаплогруппу Q1, которая роднит их с аборигенными народами Сибири (субклады Q1b1a2-Z780 и Q1b1a1a-M3), а также Y-хромосомную гаплогруппу C2 (субклад C2b1a1a-P39). Y-хромосомная гаплогруппа C2b1a1a-P39 распространена у индейцев на-дене, проживающих в Северной Америке.
Данные генетического анализа позволяли делать предположение о контактах между полинезийцами и бразильскими индейцами ботокудо, но выявленная в костных останках двух бразильских ботокудов XIX века митохондриальная гаплогруппа B4a1a1 характерна для Мадагаскара, где достигает 20%. Скорее всего, женщины-рабыни из Мадагаскара были похищены индейцами или сбежали от рабовладельцев и нашли убежище у ботокудо, что создало условия для интрогрессии их мтДНК в ДНК индейского населения.